# 日內瓦 (愛達荷州)
日內瓦（英語：Geneva）是位於美國愛達荷州貝爾萊克縣的一個非建制地區。該地的面積和人口皆未知。

## 地理
日內瓦的座標為42°21′31″N 111°03′55″W / 42.35861°N 111.06528°W，而該地的平均海拔高度為1883米（即6178英尺）。